# Mittelaletschgletscher

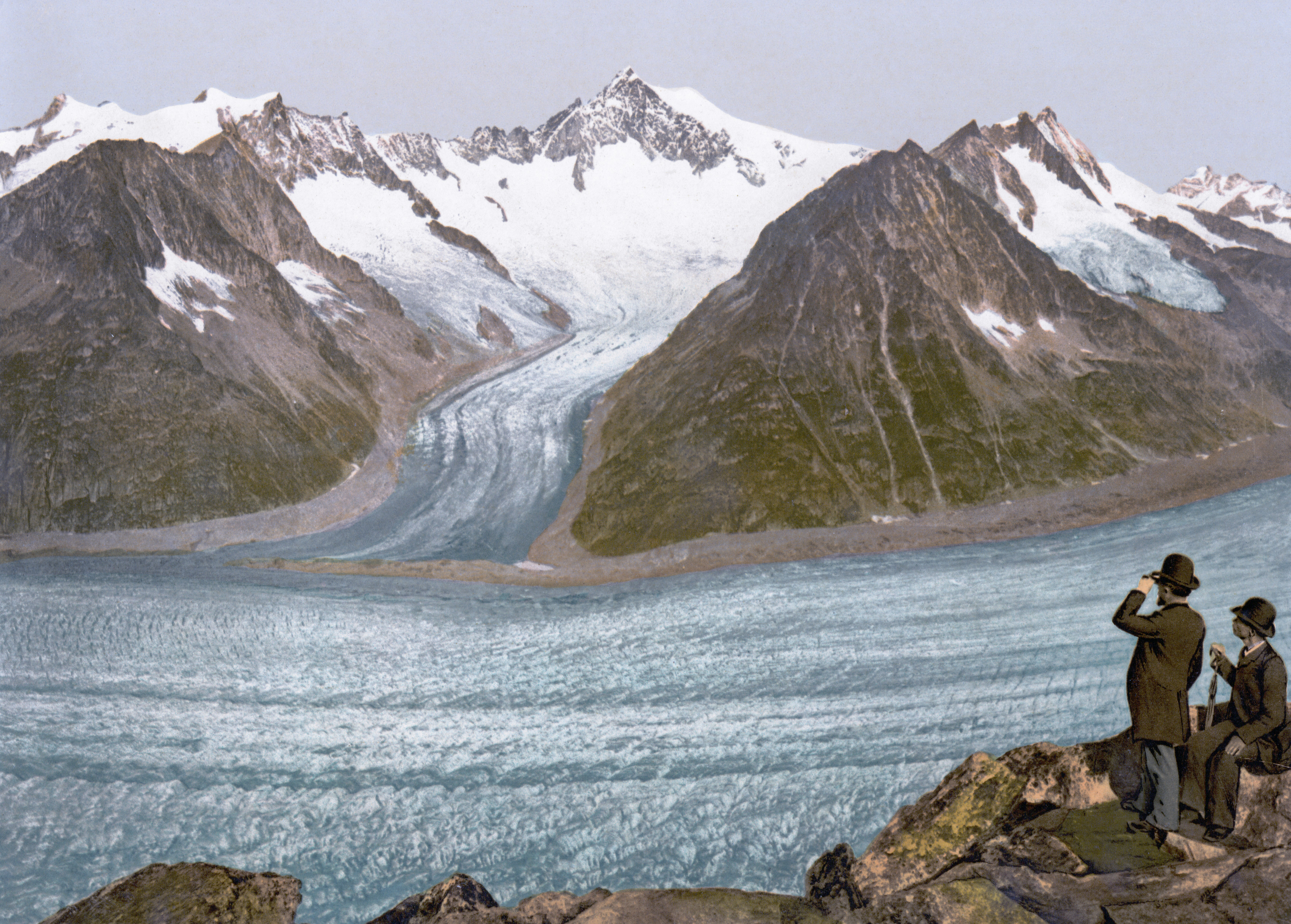
Einmündung des Mittelaletschgletschers in den Grossen Aletschgletscher um 1900, gesehen vom Eggishorn

Der Mittelaletschgletscher ist ein Talgletscher im südlichen Teil der Berner Alpen. Er liegt zur Gänze im Schweizer Kanton Wallis. Er gehört zum System des Aletschgletschers und war als Seitengletscher des Grossen Aletschgletscher bis 1970 mit diesem verbunden. Die Gesamtfläche des Mittelaletschgletschers wurde im Jahr 2009 mit 8,42 km² bestimmt, im Jahr 2017 betrug die Fläche nur noch 6,61 km². Die Länge des Gletschers wird im Jahr 2011 mit 5,33 Kilometer angegeben. Die Exposition des Gletschers ist Südost.

## Lage
Seinen Ausgangspunkt nimmt der Mittelaletschgletscher am Osthang des Aletschhorns (4194 m ü. M.) sowie am Südhang des Dreieckhorns (3811 m ü. M.). Stellenweise ist der Gletscher im oberen Bereich recht steil, das Gefälle liegt teils über 40 %. Im südöstlich verlaufenden Tal zwischen Geisshorn (3740 m ü. M.) im Westen sowie vom Olmenhorn (3314 m ü. M.) im Osten sammelt sich der Mittelaletschgletscher. Vom Geisshorn stösst noch ein weiteres Firnfeld dazu. Im Jahr 1992 endete die Gletscherzunge auf einer Höhe von 2292 m. Das Schmelzwasser fliesst von dort zum etwa einen Kilometer entfernten Grossen Aletschgletscher und wird von diesem aufgenommen, wobei sich während des Sommers im Randbereich manchmal ein kleiner Schmelzwassersee aufstaut.
Das Gebiet des Mittelaletschgletschers wurde zusammen mit dem Grossen Aletschgletscher im Dezember 2001 als Weltnaturerbe Schweizer Alpen Jungfrau-Aletsch ins UNESCO-Welterbe aufgenommen.